# Cúpula geodésica

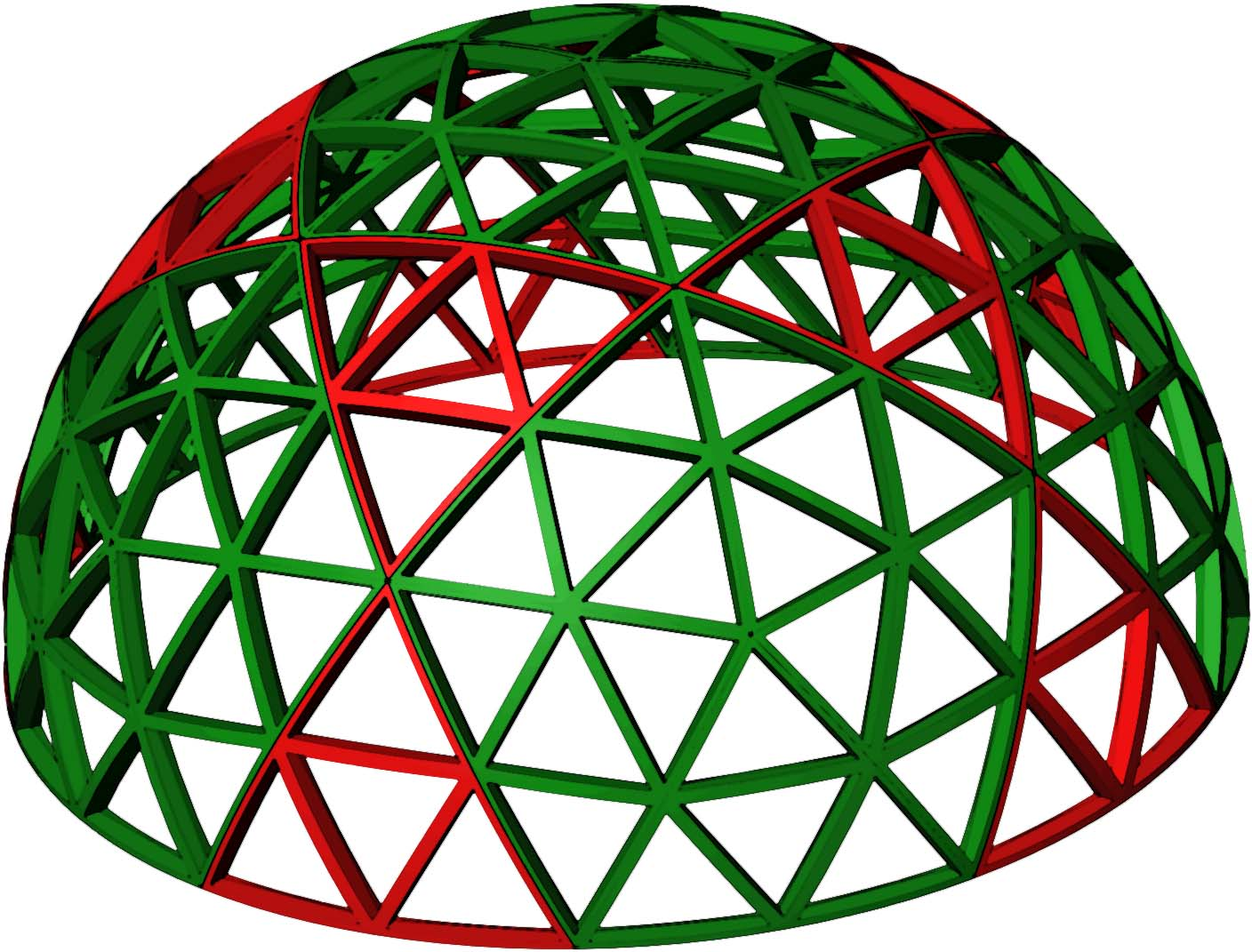
Uma cúpula geodésica.

Cúpulas ou domos são estruturas utilizadas pelas mais diversas civilizações desde a antiguidade. Esta extensa utilização deste recurso pode ser atribuída à sua grande estabilidade e resistência mecânica. Já as cúpulas geodésicas ou domos geodésicos são estruturas cuja invenção se deu no século XX e é atribuída ao arquiteto e inventor norte-americano Richard Buckminster Füller.
As geodésicas apresentam extraordinária resistência e leveza. A sua estrutura consiste em barras de qualquer material e pode ser feito em qualquer dimensão, desde que o tamanho das suas barras seja calculado corretamente.

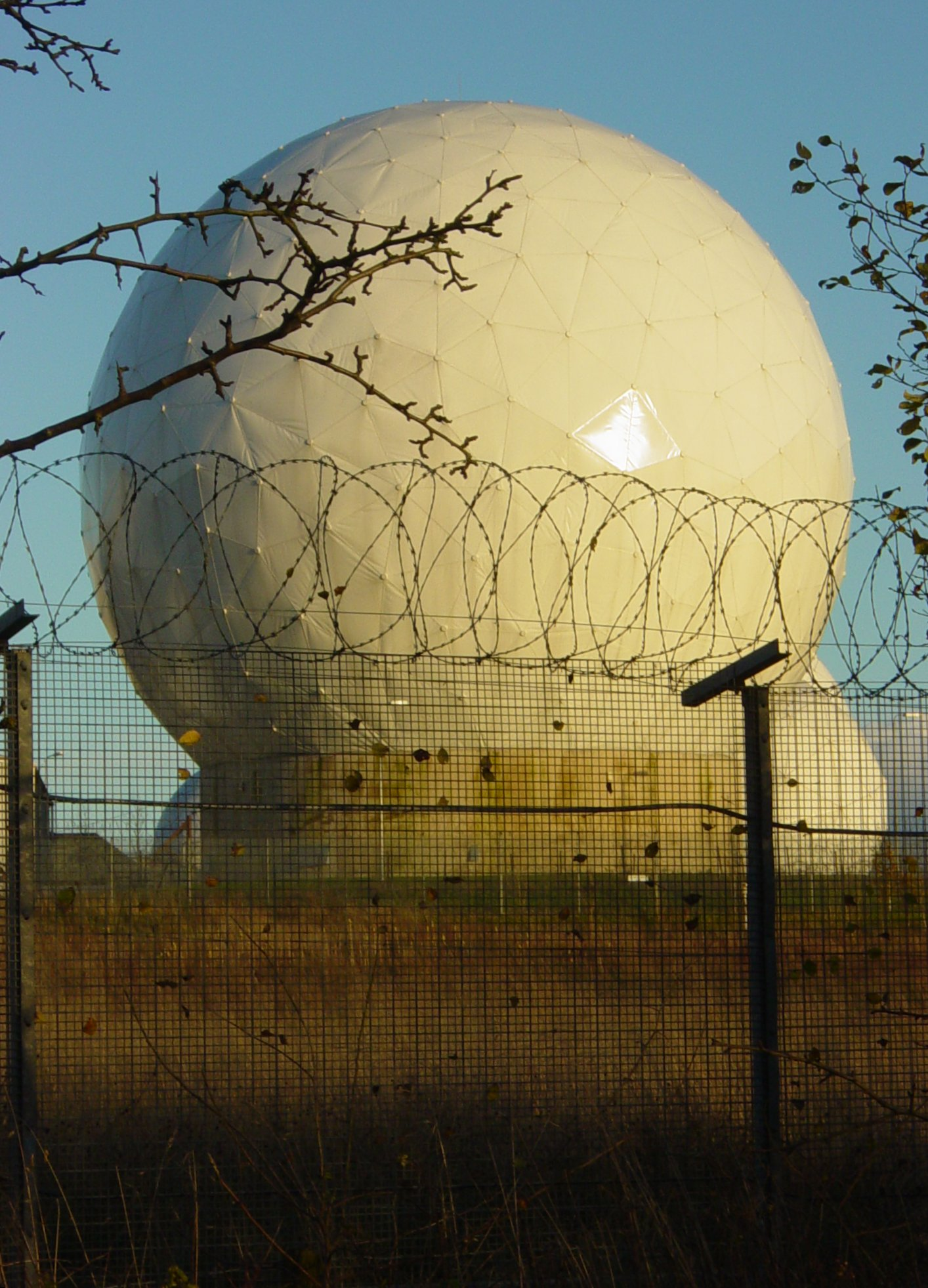
Sistema Echelon-Inglaterra (nov 2005)-Cúpula protegendo e escondendo equipamentos do sistema de espionagem e vigilância dos Cinco Olhos.

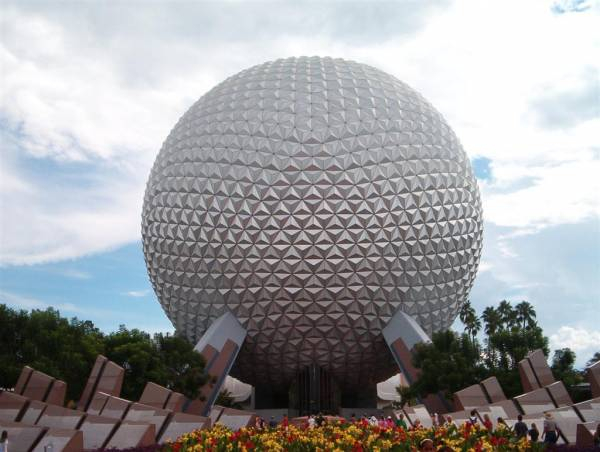
Cúpula geodésica no Epcot, Walt Disney World, USA.

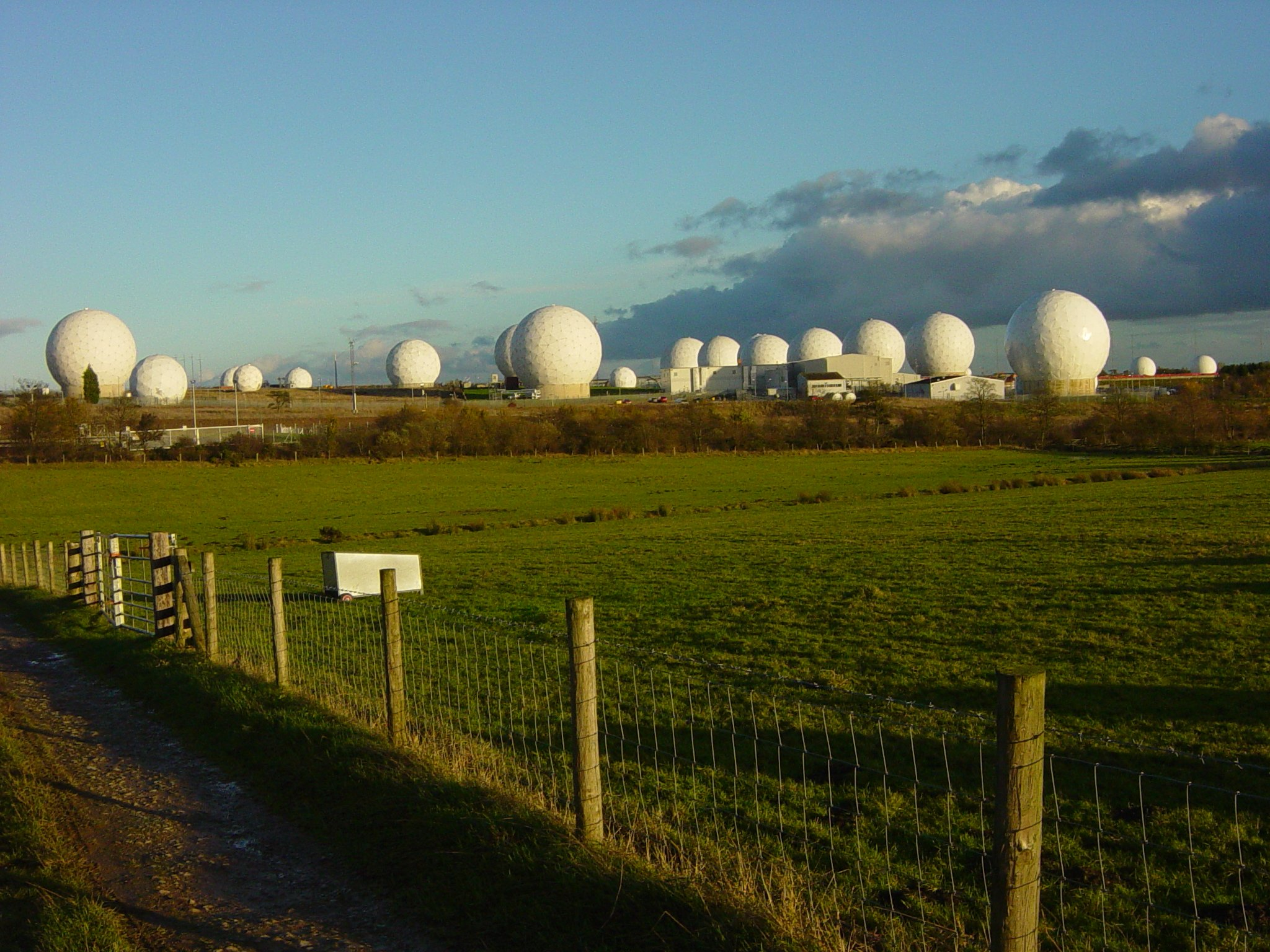
Cúpulas geodésicas- Sistema Echelon- protegendo escondendo antenas equipamentos.

## Estrutura
Sua resistência deve-se ao formato esférico e aos triângulos que compõem sua estrutura. Qualquer força aplicada no domo se distribui igualmente até sua base, assim como os arcos na engenharia e arquitetura.
A arquitectura, para Fuller, deveria ter como objectivo criar abrigos versáteis, baratos, eficientes energicamente, leves e flexíveis: máquinas de habitar, capazes de se modificar conforme as necessidades de quem as habitasse. Para alcançar esta meta, Fuller desenvolveu, como suporte teórico da sua experiência, o que chamou de "geometria energético-sinergética". Esta base teórica envolve conceitos diversos onde filosofia e geometria se entrelaçam num todo que lembra a malha das cúpulas que lhe deram fama. O termo "sinergia" é hoje aplicado numa infinidade de situações, querendo significar que o comportamento da totalidade de um sistema não é previsível a partir do comportamento das suas partes consideradas isoladamente. É uma visão holística, em que o todo é "maior que a soma das suas partes".
Essas características permitem que estruturas desse tipo sejam utilizadas em muitas construções, como por exemplo, a que abrigou  o pavilhão americano  na Expo-67 em Montreal no Canadá. As cúpulas podem ser construídas com vários tipos de materiais, desde o bambu até os tirantes de fibras de aço-carbono.
A Geodésica pode ser composta por 12 pentágonos e 20 hexágonos, possuindo assim 32 faces 90 arestas e 60 vértices

## Exemplos
Essa estrutura foi usada, por exemplo, na construção de algumas estações de radar do sistema de alarme à distancia (DEW line) mantido pelos Estados Unidos e pelo Canadá e tambem usadas proteger as antenas e esconder equipamentos eletrônicos da vista do público no sistema de espionagem e vigilância Echelon - Cinco Olhos.
Em 2000, o EcoCamp Patagonia, no Chile, Patagonia foi construido o primeiro Hotel-Cúpula geodésica sustentavel. Foi inaugurado em 2001. O hotel foi projetado para resistir aos ventos fortes da regiao, de acordo com as dificuldades do grupo indígena da zona austral de Chile, o Povo Alacalufe.